# Mistrzostwa Europy U-17 w Piłce Nożnej 2016
Mistrzostwa Europy U-17 w Piłce Nożnej 2016 – turniej o mistrzostwo Europy piłkarzy do lat 17. 20 marca 2012 obradujący w Stambule Komitet Wykonawczy UEFA ogłosił wybór gospodarzy edycji turnieju w latach 2014, 2015 oraz 2016. Gospodarzem mistrzostw w 2016 roku został wybrany Azerbejdżan.
W tej edycji postanowiono utrzymać przywrócony w poprzednim roku 16-zespołowy format rozgrywek. W turnieju wystąpili jedynie zawodnicy urodzeni po 1 stycznia 1999 roku. Obrońcą mistrzowskiego tytułu z poprzedniego roku była reprezentacja Francji, jednak została wyeliminowana w fazie grupowej. Nowym mistrzem została reprezentacja Portgualii, która w finałowym starciu pokonała po serii rzutów karnych reprezentację Hiszpanii.

## Uczestnicy
Azerbejdżan jako gospodarz miał zagwarantowany udział w turnieju. Pozostałe drużyny zostaną wyłonione w trakcie eliminacji.
Uwaga: W rubryce najlepszy wynik uwzględniono jedynie lata rozgrywania mistrzostw w nowej formule czyli do lat 17.
| Drużyna                   | Sposób kwalifikacji                  | Najlepszy wynik                       |
| ------------------------- | ------------------------------------ | ------------------------------------- |
| Azerbejdżan U-17          | Gospodarz                            | Debiutant                             |
| Dania U-17                | Runda elitarna grupa 1 zwycięzca     | Półfinał (2011)                       |
| Ukraina U-17              | Runda elitarna grupa 2 zwycięzca     | Faza grupowa (2002, 2004, 2007, 2013) |
| Włochy U-17               | Runda elitarna grupa 3 zwycięzca     | Finał (2013)                          |
| Niemcy U-17               | Runda elitarna grupa 4 zwycięzca     | Mistrzostwo (2009)                    |
| Portugalia U-17           | Runda elitarna grupa 5 zwycięzca     | Mistrzostwo (2003)                    |
| Francja U-17              | Runda elitarna grupa 6 zwycięzca     | Mistrzostwo (2004, 2015)              |
| Serbia U-17               | Runda elitarna grupa 7 zwycięzca     | Ćwierćfinał (2002)                    |
| Belgia U-17               | Runda elitarna grupa 8 zwycięzca     | Półfinał (2007, 2015)                 |
| Bośnia i Hercegowina U-17 | Klasyfikacja drużyn z drugich miejsc | Debiutant                             |
| Szkocja U-17              | Klasyfikacja drużyn z drugich miejsc | Półfinał (2014)                       |
| Anglia U-17               | Klasyfikacja drużyn z drugich miejsc | Mistrzostwo (2010, 2014)              |
| Holandia U-17             | Klasyfikacja drużyn z drugich miejsc | Mistrzostwo (2011, 2012)              |
| Szwecja U-17              | Klasyfikacja drużyn z drugich miejsc | Półfinał (2013)                       |
| Austria U-17              | Klasyfikacja drużyn z drugich miejsc | 3. miejsce (2003)                     |
| Hiszpania U-17            | Klasyfikacja drużyn z drugich miejsc | Mistrzostwo (2007, 2008)              |

## Losowanie
Losowanie grup turnieju finałowego odbyło się w 8 kwietnia 2016 roku. 16 drużyn zostało rozlosowanych do 4 grup. Przed losowaniem 15 drużyn zostało podzielone na dwa koszyki, na podstawie wyników uzyskanych w rundzie elitarnej eliminacji do turnieju. Jedyny wyjątek dotyczył reprezentacji Azerbejdżanu, która jako gospodarz została przydzielona na 1. miejscu do grupy A. Do każdej z grup turnieju finałowego trafiały po dwie drużyny z koszyka A i z koszyka B
| Koszyk A | Koszyk B |
| --- | --- |
| - Azerbejdżan U-17 (przypisany do grupy A) - Portugalia U-17 - Serbia U-17 - Ukraina U-17 - Niemcy U-17 - Dania U-17 - Włochy U-17 - Francja U-17 | - Belgia U-17 - Anglia U-17 - Austria U-17 - Holandia U-17 - Bośnia i Hercegowina U-17 - Szwecja U-17 - Szkocja U-17 - Hiszpania U-17 |

## Stadiony
Wszystkie mecze rozegrane zostały na stadionach położony w stolicy Azerbejdżanu - Baku.
- Stadion Olimpijski w Baku (pojemność: 68 000)
- Azərsun Arena (pojemność: 4 735)
- Bakcell Arena (pojemność: 10 500)
- Dalğa Arena (pojemność: 6 700)

## Faza grupowa
Dwie najlepsze drużyny z każdej grupy w fazie grupowej uzyskały awans do ćwierćfinału.
W przypadku gdy dwie lub więcej drużyn zakończyły zmagania z taką samą liczbą punktów stosuje się następujące zasady dotyczące ustalenia ostatecznej kolejności:
1. Liczba punktów zdobytych przez drużyny w bezpośrednich meczach rozegranych między nimi;
2. Bilans bramek drużyn z uwzględnieniem meczów, które rozegrały one między sobą;
3. Liczba strzelonych bramek przez drużyny – również w meczach, które rozegrały między sobą;
4. Jeżeli po rozpatrzeniu punktów 1-3 dwie drużyny ciągle zajmują ex-aequo jedno miejsce, punkty 1) do 3) rozpatruje się ponownie dla tych dwóch drużyn, aby ostatecznie ustalić ich pozycje w grupie. Jeśli ta procedura nie wyłoni zwycięzcy, stosuje się po kolei punkty od 5 do 9;
5. Bilans bramek obu drużyn, z uwzględnieniem wszystkich meczów w grupie;
6. Liczba strzelonych bramek przez obie drużyny we wszystkich meczach w grupie;
7. Jeżeli dwie drużyny uzyskały tę samą liczbę punktów, tę samą liczbę bramek i w ostatnim meczu grupowym między tymi drużynami padł remis, kolejność tych drużyn rozstrzygają rzuty karne, pod warunkiem, że żadne inne drużyny nie uzyskały tej samej liczby punktów we wszystkich meczach grupowych. Jeżeli więcej niż dwie drużyny uzyska tę samą liczbę punktów, stosuje się wyżej wymienione kryteria;
8. zachowanie drużyn pod względem fair play (w finałach mistrzostw) 1 punkt za każdą żółtą kartkę, 3 punkty za czerwoną kartką (w przypadku otrzymania czerwonej kartki w konsekwencji dwóch napomnień drużynie przyznawane są wyłącznie 3 punkty za czerwoną kartkę). Wyżej sklasyfikowana zostaje drużyna, która zdobędzie mniej punktów;
9. losowanie.

Godziny rozpoczęcia meczów podano według strefy czasowej UTC+02:00.

### Grupa A
| Zespół           | Pkt | M | W | R | P | Br+ | Br− | +/− |
| ---------------- | --- | - | - | - | - | --- | --- | --- |
| Portugalia U-17  | 7   | 3 | 2 | 1 | 0 | 7   | 0   | +7  |
| Belgia U-17      | 5   | 3 | 1 | 2 | 0 | 3   | 1   | +2  |
| Azerbejdżan U-17 | 4   | 3 | 1 | 1 | 1 | 2   | 6   | −4  |
| Szkocja U-17     | 0   | 3 | 0 | 0 | 3 | 0   | 5   | −5  |

| 5 maja 2016 17:00 CET | Belgia U-17 · Corryn 45' · Openda 60' | 2–0Raport | Szkocja U-17 | Bakcell Arena, Baku Sędzia: Peter Kralović |
|                       |                                       |           |              |                                            |

| 5 maja 2016 18:00 CET | Azerbejdżan U-17 | 0–5Raport | Portugalia U-17 · Gomes 4', 16' · Asadov 24' (sam.) · Miguel Luís 44' · Fernandes 76' | Stadion Olimpijski w Baku, Baku Sędzia: Bartosz Frankowski |
|                       |                  |           |                                                                                       |                                                            |

| 8 maja 2016 13:30 CET | Portugalia U-17 · Quina 37' · Gomes 55' | 2–0Raport | Szkocja U-17 | Dalğa Arena, Baku Sędzia: Gunnar Jarl Jónsson |
|                       |                                         |           |              |                                               |

| 8 maja 2016 17:00 CET | Azerbejdżan U-17 · Mahmudov 77' | 1–1Raport | Belgia U-17 · Bongiovanni 72' | Bakcell Arena, Baku Sędzia: Petr Ardeleanu |
|                       |                                 |           |                               |                                            |

| 11 maja 2016 14:00 CET | Szkocja U-17 | 0–1Raport | Azerbejdżan U-17 · Nabiyev 79' | Bakcell Arena, Baku Sędzia: Svein-Erik Edvartsen |
|                        |              |           |                                |                                                  |

| 11 maja 2016 14:00 CET | Portugalia U-17 | 0–0Raport | Belgia U-17 | Dalğa Arena, Baku Sędzia: Ville Nevalainen |
|                        |                 |           |             |                                            |

### Grupa B
| Zespół                    | Pkt | M | W | R | P | Br+ | Br− | +/− |
| ------------------------- | --- | - | - | - | - | --- | --- | --- |
| Niemcy U-17               | 7   | 3 | 2 | 1 | 0 | 9   | 3   | +6  |
| Austria U-17              | 6   | 3 | 2 | 0 | 1 | 4   | 4   | 0   |
| Bośnia i Hercegowina U-17 | 3   | 3 | 1 | 0 | 2 | 3   | 6   | −3  |
| Ukraina U-17              | 1   | 3 | 0 | 1 | 2 | 3   | 6   | −3  |

| 5 maja 2016 12:00 CET | Austria U-17 · Baumgartner 18', 35' | 2–0Raport | Bośnia i Hercegowina U-17 | Bakcell Arena, Baku Sędzia: Petr Ardeleanu |
|                       |                                     |           |                           |                                            |

| 5 maja 2016 15:00 CET | Ukraina U-17 · Janakow 33' · Bułeca 67' | 2–2Raport | Niemcy U-17 · Otto 37' · Schreck 74' | Stadion Olimpijski w Baku, Baku Sędzia: Gunnar Jarl Jónsson |
|                       |                                         |           |                                      |                                                             |

| 8 maja 2016 12:00 CET | Ukraina U-17 | 0–2Raport | Austria U-17 · Schmid 7' · V. Müller 21' | Bakcell Arena, Baku Sędzia: Svein-Erik Edvartsen |
|                       |              |           |                                          |                                                  |

| 8 maja 2016 17:00 CET | Niemcy U-17 · Akkaynak 17' (k.) · Otto 66', 72' | 3–1Raport | Bośnia i Hercegowina U-17 · Baack 2' (sam.) | Dalğa Arena, Baku Sędzia: Peter Kralović |
|                       |                                                 |           |                                             |                                          |

| 11 maja 2016 17:15 CET | Bośnia i Hercegowina U-17 · B. Hadžić 38', 40+1' | 2–1Raport | Ukraina U-17 · Kułakow 69' | Bakcell Arena, Baku Sędzia: Fran Jović |
|                        |                                                  |           |                            |                                        |

| 11 maja 2016 17:15 CET | Niemcy U-17 · Meisl 3' (sam.) · Akkaynak 25' · Havertz 32' · Dadashov 80+1' | 4–0Raport | Austria U-17 | Dalğa Arena, Baku Sędzia: Mitja Žganec |
|                        |                                                                             |           |              |                                        |

### Grupa C
| Zespół       | Pkt | M | W | R | P | Br+ | Br− | +/− |
| ------------ | --- | - | - | - | - | --- | --- | --- |
| Szwecja U-17 | 6   | 3 | 2 | 0 | 1 | 3   | 2   | +1  |
| Anglia U-17  | 6   | 3 | 2 | 0 | 1 | 6   | 3   | +3  |
| Dania U-17   | 4   | 3 | 1 | 1 | 1 | 2   | 3   | −1  |
| Francja U-17 | 1   | 3 | 0 | 1 | 2 | 0   | 3   | −3  |

| 6 maja 2016 17:00 CET | Francja U-17 | 0–0Raport | Dania U-17 | Dalğa Arena, Baku Sędzia: Ville Nevalainen |
|                       |              |           |            |                                            |

| 6 maja 2016 17:00 CET | Anglia U-17 · Nelson 62' | 1–2Raport | Szwecja U-17 · Asoro 4', 59' | Azərsun Arena, Baku Sędzia: Svein-Erik Edvartsen |
|                       |                          |           |                              |                                                  |

| 9 maja 2016 12:00 CET | Dania U-17 · Buch Jensen 80+3' | 1–0Raport | Szwecja U-17 | Stadion Olimpijski w Baku, Baku Sędzia: Mitja Žganec |
|                       |                                |           |              |                                                      |

| 9 maja 2016 18:00 CET | Francja U-17 | 0–2Raport | Anglia U-17 · Morris 15' · Nelson 43' (k.) | Azərsun Arena, Baku Sędzia: Fran Jović |
|                       |              |           |                                            |                                        |

| 12 maja 2016 17:00 CET | Szwecja U-17 · Bergqvist 45' | 1–0Raport | Francja U-17 | Azərsun Arena, Baku Sędzia: Bartosz Frankowski |
|                        |                              |           |              |                                                |

| 12 maja 2016 17:00 CET | Dania U-17 · Odgaard 80+1' | 1–3Raport | Anglia U-17 · Nelson 30' · Mount 51' · Hirst 78' | Stadion Olimpijski w Baku, Baku Sędzia: Peter Kralović |
|                        |                            |           |                                                  |                                                        |

### Grupa D
| Zespół         | Pkt | M | W | R | P | Br+ | Br− | +/− |
| -------------- | --- | - | - | - | - | --- | --- | --- |
| Hiszpania U-17 | 7   | 3 | 2 | 1 | 0 | 7   | 3   | +4  |
| Holandia U-17  | 6   | 3 | 2 | 0 | 1 | 3   | 2   | +1  |
| Włochy U-17    | 3   | 3 | 1 | 0 | 2 | 4   | 6   | −2  |
| Serbia U-17    | 1   | 3 | 0 | 1 | 2 | 2   | 5   | −3  |

| 6 maja 2016 12:00 CET | Włochy U-17 · Scamacca 9' · Kean 32' | 2–1Raport | Serbia U-17 · Maksimović 77' | Azərsun Arena, Baku Sędzia: Mitja Žganec |
|                       |                                      |           |                              |                                          |

| 6 maja 2016 13:30 CET | Holandia U-17 | 0–2Raport | Hiszpania U-17 · Mboula 16' · Ruiz 52' | Dalğa Arena, Baku Sędzia: Fran Jović |
|                       |               |           |                                        |                                      |

| 9 maja 2016 14:00 CET | Włochy U-17 | 0–1Raport | Holandia U-17 · Nunnely 78' | Azərsun Arena, Baku Sędzia: Bartosz Frankowski |
|                       |             |           |                             |                                                |

| 9 maja 2016 15:00 CET | Serbia U-17 · Joveljić 59' (k.) | 1–1Raport | Hiszpania U-17 · Ruiz 4' | Stadion Olimpijski w Baku, Baku Sędzia: Ville Nevalainen |
|                       |                                 |           |                          |                                                          |

| 12 maja 2016 12:00 CET | Hiszpania U-17 · Díaz 44' · García 59' · Ruiz 76' · Lozano 80+1' | 4–2Raport | Włochy U-17 · Olivieri 65' (k.) · Pinamonti 72' | Azərsun Arena, Baku Sędzia: Petr Ardeleanu |
|                        |                                                                  |           |                                                 |                                            |

| 12 maja 2016 12:00 CET | Serbia U-17 | 0–2Raport | Holandia U-17 · M. Ilić 72' (sam.) · Vente 80+1' | Stadion Olimpijski w Baku, Baku Sędzia: Gunnar Jarl Jónsson |
|                        |             |           |                                                  |                                                             |

## Faza pucharowa
Podczas fazy pucharowej w przypadku remisu podczas regulaminowych 80 minut czasu gry o awansie do kolejnej rundy decydowały rzuty karne (dogrywka nie była rozgrywana na tym turnieju).

### Ćwierćfinały
| 14 maja 2016 13:00 CET | Portugalia U-17 · Gomes 7' (k.), 18', 47' · Djú 51' · Miguel Luís 77' | 5–0Raport | Austria U-17 | Dalğa Arena, Baku Sędzia: Fran Jović |
|                        |                                                                       |           |              |                                      |

| 14 maja 2016 18:00 CET | Niemcy U-17 · Dadashov 46' | 1–0Raport | Belgia U-17 | Dalğa Arena, Baku Sędzia: Gunnar Jarl Jónsson |
|                        |                            |           |             |                                               |

| 15 maja 2016 14:00 CET | Hiszpania U-17 · García 11' | 1–0Raport | Anglia U-17 | Bakcell Arena, Baku Sędzia: Svein-Erik Edvartsen |
|                        |                             |           |             |                                                  |

| 15 maja 2016 18:00 CET | Szwecja U-17 | 0–1Raport | Holandia U-17 · Chong 62' | Bakcell Arena, Baku Sędzia: Ville Nevalainen |
|                        |              |           |                           |                                              |

### Półfinały
| 18 maja 2016 13:00 CET | Portugalia U-17 · Gomes 25' · Dalot 56' | 2–0Raport | Holandia U-17 | Dalğa Arena, Baku Sędzia: Peter Kralović |
|                        |                                         |           |               |                                          |

| 18 maja 2016 18:00 CET | Niemcy U-17 · Dadashov 11' | 1–2Raport | Hiszpania U-17 · Ruiz 64' · Díaz 78' | Dalğa Arena, Baku Sędzia: Bartosz Frankowski |
|                        |                            |           |                                      |                                              |

### Finał
| 21 maja 2016 18:00 CET                     | Portugalia U-17 · Dalot 27' | 1–1 k. 5–4Raport                              | Hiszpania U-17 · Díaz 32' | Bakcell Arena, Baku Sędzia: Petr Ardeleanu |
|                                            |                             |                                               |                           |                                            |
|                                            |                             | Rzuty karne                                   |                           |                                            |
| Gomes · Filipe · Leite · Dalot · Fernandes |                             | Ruiz · Busquets · Brandariz · Díaz · Morlanes |                           |                                            |